# Andrena saxonica
Andrena saxonica là một loài Hymenoptera trong họ Andrenidae. Loài này được Stoeckhert mô tả khoa học năm 1935.